# Diétine de voïvodie
 (septembre 2024).
Si vous disposez d'ouvrages ou d'articles de référence ou si vous connaissez des sites web de qualité traitant du thème abordé ici, merci de compléter l'article en donnant les références utiles à sa vérifiabilité et en les liant à la section « Notes et références ».

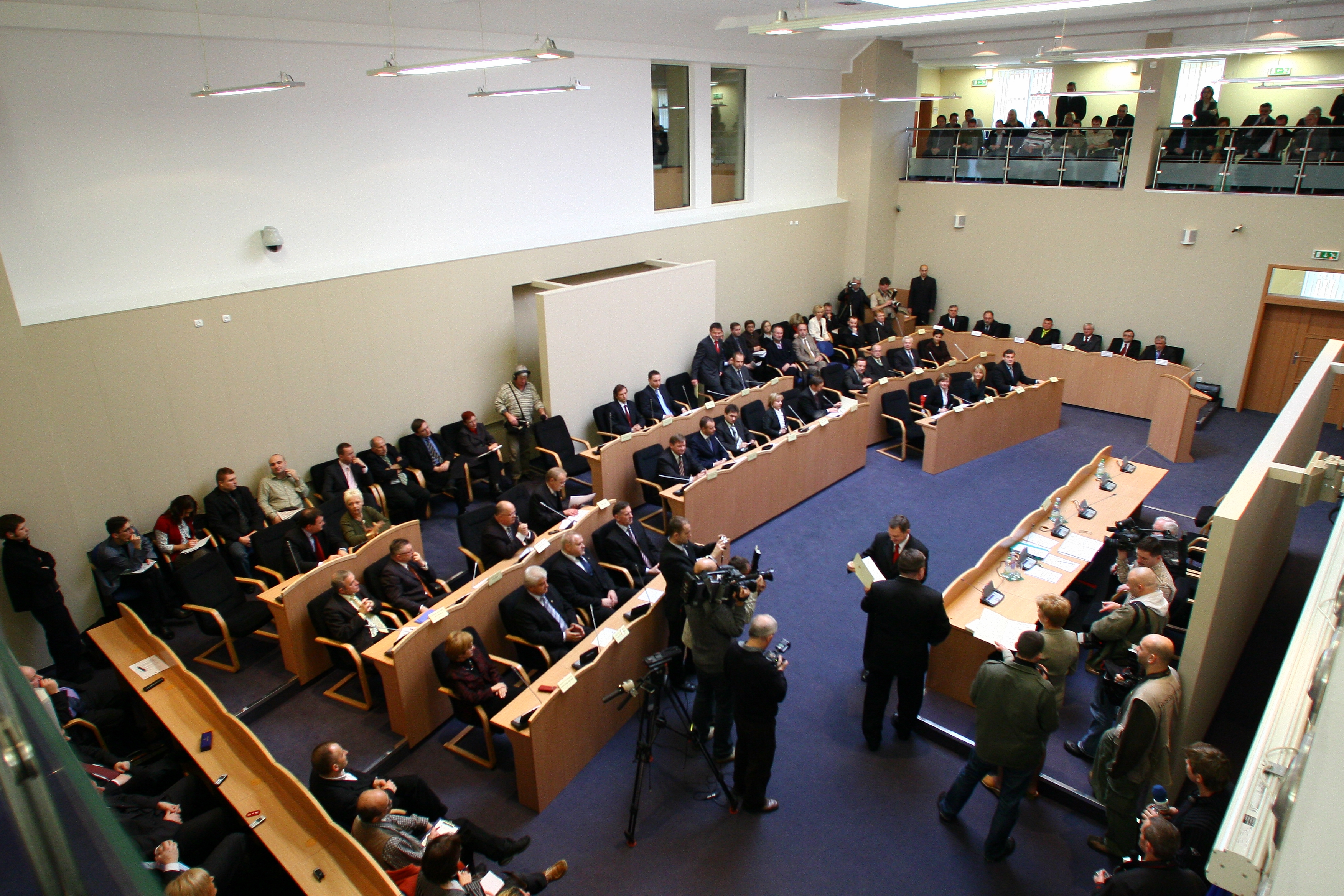
La diétine de la voïvodie de Poméranie-Occidentale.

En Pologne, la diétine de voïvodie (en polonais : sejmik województwa) est l'assemblée délibérante d'une voïvodie, ou collectivité territoriale régionale.
Le mandat des conseillers (en polonais : radni) membres des diétines est renouvelé tous les quatre ans au suffrage universel (scrutin de liste).
Le nombre d'élus dépend de la population dans la voïvodie (de 30 à 51).
La diétine élit en son sein, pour présider et modérer ses débats, un président et un vice-président, obligatoirement non parlementaires et distincts de l'exécutif de la voïvodie. Ce dernier est assuré par le conseil exécutif (zarząd województwa), dirigé par le maréchal de la voïvodie (marszałek województwa), seul habilité à représenter la collectivité. 
Le voïvode est quant à lui le représentant de l'État dans la région et il est choisi par le gouvernement ; il ne dépend donc pas de la diétine.
La diétine est responsable du budget de la voïvodie et de la politique régionale : elle adopte une stratégie de développement régional et un programme pluriannuel et fixe les règles de répartition des crédits.